# Oscar the Grouch
Oscar the Grouch (svenska: Surpuppan Oscar) är en fiktiv dockfigur i det amerikanska TV-programmet Sesam (Sesame Street), skapad av Jim Henson 1969. Oscar the Grouch spelades av Carroll Spinney från 1969 till 2018. Sedan 2015 har han även spelats av Eric Jacobson.

## Hemvist och karaktär
Oscar the Grouch bor i en soptunna på Sesame Street och som hans namn antyder är han lagd åt det vresiga hållet. Oscars stora passion i livet är skräp och i sin soptunna har han en gedigen samling av försakade prylar. Trots sin vresighet står Oscar på god fot med de andra karaktärerna på Sesame Street.

## Bakgrund
Jim Hensons inspiration till figuren var en oförskämd servitör på en restaurang vid namn Oscar's Salt of the Sea. Röstskådespelaren Carroll Spinney baserade Oscars röst på en snarstucken taxichaufför i New York.